# Faten Hamama
Faten Hamama (arabiska: فاتن حمامه), född 27 maj 1931 i Mansura, död 17 januari 2015 i Kairo, var en egyptisk producent och skådespelare. Hon sägs vara en av egyptisk films största skådespelerskor genom tiderna. Åren 1954–1974 var hon gift med Omar Sharif.